# Shanwei
 Shanwei (汕尾; pinyin: Shànwěi) er en by på præfekturniveau i provinsen Guangdong i Folkerepublikken Kina. Hen har et areal på 5.271 km² og en befolkning på
3,03 mio. mennesker (2002) hvilket giver en befolkningstæthed på 574,84 indb./km². Shanwei grænser til Shantou i øst, Meizhou og Heyuan i nord, Huizhou i vest, og mod syd ligger det Sydkinesiske Hav.

## Administration
Byprefekturet Shanwei administrerer fire enheder: et distrikt, en by på amtsniveau og to amter.
- Chengqu distrikt (市城区) 421 km², ca. 460.000 indbyggere (2003)
- Haifeng amt (海丰县) 1.750 km², ca. 760.000 indbyggere; Hovedbyen hedder Haicheng
- Lufeng by (陆丰市) 1.681 km², ca. 1,52 mio. indbyggere (2003)
- Luhe amt (陆河县) 986 km², ca. 290.000 indbyggere; hovedbyen hedder Hetian

22°47′N 115°22′Ø / 22.783°N 115.367°Ø